# Turmhügel Grünthal
Der Turmhügel Grünthal ist eine abgegangene mittelalterliche Niederungsburg in der Einöde Grünthal, einem Gemeindeteil der Gemeinde Jetzendorf im Landkreis Pfaffenhofen an der Ilm von Bayern. Die Anlage wird als Bodendenkmal unter der Aktennummer D-1-7534-0092 als „Burgstall des Mittelalters“ geführt.

## Lage
Der Burgstall liegt in Niederungslage auf 484 m ü. NHN in der Einöde Grünthal und 170 m nordwestlich der Einöde Happertshofen. Im Urkataster von Bayern ist eine ovale Anlage mit 60 m in Südwest-Nordost-Richtung und  50 m in Nordwest-Südost-Richtung zu sehen. Die Anlage ist durch Waldbestand nicht zu erkennen.